# Brenda Leftly
Brenda Leftly es una deportista neozelandesa que compitió en judo. Ganó una medalla de bronce en el Campeonato de Oceanía de Judo de 1985, en la categoría de –48 kg.

## Palmarés internacional
| Campeonato de Oceanía | Campeonato de Oceanía    | Campeonato de Oceanía | Campeonato de Oceanía |
| Año                   | Lugar                    | Medalla               | Categoría             |
| --------------------- | ------------------------ | --------------------- | --------------------- |
| 1985                  | Auckland (Nueva Zelanda) | Medalla de bronce     | –48 kg                |